# 論理療法士
論理療法士(Certified REBT Therapist)は、論理療法の専門家、すなわち、REBT(Rational Emotive Behavior Therapy)サイコセラピストおよびカウンセラーとして日本論理療法学会(Japanese Association of Rational Emotive Behavior Therapy、略称：日本REBTまたはJ-REBT)が研修し認定する民間資格である。毎年1回の資格認定試験が実施されている。資格認定試験は、日本論理療法学会の学会員でなければ受験できない。